# Acanthistius fuscus
Acanthistius fuscus är en fiskart som beskrevs av Regan, 1913. Acanthistius fuscus ingår i släktet Acanthistius och familjen havsabborrfiskar. Inga underarter finns listade i Catalogue of Life.